# Kerem Bulut
Kerem Bulut (Sydney, 3 de fevereiro de 1992) é um futebolista profissional turco-australiano, atua como atacante, atualmente defende o Iraklis Salónica.

## Títulos

### Mladá Boleslav
- Czech Cup: 2010–11

### Austrália
- Campeonato Asiático Sub-19 vice: 2010

### Individual
- Campeonato Asiático Sub-19: Artilheiro 7 gols